# Flávio Padaratz
Flávio Padaratz (plus connu sous le nom de Teco Padaratz) est un surfeur professionnel brésilien né le 19 avril 1971 à Blumenau, dans l'État de Santa Catarina, au Brésil. Il est considéré avec Fábio Gouveia comme le pionnier du surf professionnel au Brésil. Il est le frère aîné du surfeur Neco Padaratz.

## Biographie
Teco Padaratz est né à Blumenau mais apprend à surfer à Balneário Camboriú à l'âge de 12 ans. Il déménage ensuite à Florianópolis puis s'installe à Huntington Beach aux États-Unis en 1987. Il devient professionnel en 1988. Il remporte à deux reprises le championnat du monde QS en 1992 et 1999. Il remporte entre 1989 et 2002

## Palmarès et résultats

### Saison par saison
- 1989 :
  - 2e du Gunston 500 à Durban (Afrique du Sud)

- 1990 :
  - 2e du Alternativa Pro à Rio de Janeiro (Brésil)

- 1991 :
  - 1er du Alternativa Pro à Rio de Janeiro (Brésil)[1]

- 1992 :
  - 1er du Brazil Surf Open à Torres (Brésil)[1]
  - Champion du monde QS

- 1994 :
  - 1er du Rip Curl Pro Landes à Hossegor (France)[1]

- 1996 :
  - 1er du OP Pukas Pro à Zarautz (Espagne)[1]

- 1999 :
  - Champion du monde QS

- 2000 :
  - 2e du Rip Curl Pro Bells Beach à Bells Beach (Australie)

- 2002 :
  - 1er du Orange Lacanau Pro à Lacanau (France)[1]

### Classements
| Année             | 1988 | 1989 | 1990 | 1991 | 1992 | 1993 | 1994 | 1995 | 1996 | 1999 | 2000 | 2001 | 2002 | 2003 |
| ----------------- | ---- | ---- | ---- | ---- | ---- | ---- | ---- | ---- | ---- | ---- | ---- | ---- | ---- | ---- |
| Championship Tour | 65e  | 43e  | 28e  | 17e  | 15e  | 18e  | 8e   | 17e  | 36e  |      | 10e  | 18e  | 27e  | 31e  |
| Qualifying Series |      |      |      |      | 1er  |      |      |      |      | 1er  |      |      |      |      |